# Anomala weberi
Anomala weberi är en skalbaggsart som beskrevs av Ohaus 1916. Anomala weberi ingår i släktet Anomala och familjen Rutelidae. Inga underarter finns listade i Catalogue of Life.